# Hitoshi Uematsu
Hitoshi Uematsu (植松 仁?, Uematsu; 21 giugno 1974) è un ex pattinatore di short track giapponese.

## Carriera
Vinse la medaglia d'argento nei 500 m short track alle Olimpiadi di Nagano 1998, nella stessa gara in cui trionfò il connazionale Takafumi Nishitani.

## Palmarès

### Giochi olimpici invernali
Nagano 1998: bronzo nei 500 m.

### Giochi asiatici
- Gangwon 1999: argento nella staffetta 5000 m.